# Francesco Cassata
Francesco Cassata (Sarzana, Italia, 16 de julio de 1997) es un futbolista italiano que juega de centrocampista y su equipo es el Spezia Calcio de la Serie B.

## Estadísticas

### Clubes
Actualizado el 11 de diciembre de 2022.
| Ascoli FC · Italia                   | 2.ª           | 2016-17       | 36  | 1 | - | - | - | - | 36  | 1 |
| Ascoli FC · Italia                   | Total club    | Total club    | 36  | 1 | 0 | 0 | 0 | 0 | 36  | 1 |
| U. S. Sassuolo Calcio · Italia       | 1.ª           | 2017-18       | 10  | 1 | 2 | 0 | - | - | 12  | 1 |
| U. S. Sassuolo Calcio · Italia       | Total club    | Total club    | 10  | 1 | 2 | 0 | 0 | 0 | 12  | 1 |
| Frosinone Calcio · Italia            | 1.ª           | 2018-19       | 19  | 2 | 0 | 0 | - | - | 19  | 2 |
| Frosinone Calcio · Italia            | Total club    | Total club    | 19  | 2 | 0 | 0 | 0 | 0 | 19  | 2 |
| Genoa C. F. C. · Italia              | 1.ª           | 2019-20       | 24  | 2 | 2 | 0 | - | - | 26  | 2 |
| Genoa C. F. C. · Italia              | 1.ª           | 2020-21       | 8   | 0 | 1 | 0 | - | - | 9   | 0 |
| Genoa C. F. C. · Italia              | 1.ª           | 2021-22       | 1   | 0 | 1 | 0 | - | - | 2   | 0 |
| Genoa C. F. C. · Italia              | Total club    | Total club    | 33  | 2 | 4 | 0 | 0 | 0 | 37  | 2 |
| Parma Calcio 1913 · Italia           | 2.ª           | 2021-22       | 1   | 0 | - | - | - | - | 1   | 0 |
| Parma Calcio 1913 · Italia           | Total club    | Total club    | 1   | 0 | 0 | 0 | 0 | 0 | 1   | 0 |
| Ternana Calcio · Italia              | 2.ª           | 2022-23       | 14  | 0 | - | - | - | - | 14  | 0 |
| Ternana Calcio · Italia              | Total club    | Total club    | 14  | 0 | 0 | 0 | 0 | 0 | 14  | 0 |
| Total carrera                        | Total carrera | Total carrera | 113 | 6 | 6 | 0 | 0 | 0 | 119 | 6 |
| (1) Incluye datos de la Copa Italia. |               |               |     |   |   |   |   |   |     |   |